# Walddorfhäslach
Walddorfhäslach är en kommun (tyska Gemeinde) i Landkreis Reutlingen i delstaten Baden-Württemberg i Tyskland. Kommunen består av ortsdelarna (tyska Ortsteile) Häslach och Walddorf. Folkmängden uppgår till cirka 5 600 invånare, på en yta av 14,44 kvadratkilometer.
Kommunen ingår i kommunalförbundet Pliezhausen tillsammans med kommunen Pliezhausen.

## Befolkningsutveckling
| Befolkningsutvecklingen i Walddorfhäslach 1975–2015 | Befolkningsutvecklingen i Walddorfhäslach 1975–2015 | Befolkningsutvecklingen i Walddorfhäslach 1975–2015 | Befolkningsutvecklingen i Walddorfhäslach 1975–2015 | Befolkningsutvecklingen i Walddorfhäslach 1975–2015 |
| --------------------------------------------------- | --------------------------------------------------- | --------------------------------------------------- | --------------------------------------------------- | --------------------------------------------------- |
|                                                     |                                                     |                                                     |                                                     |                                                     |
| År                                                  |                                                     |                                                     | Folkmängd                                           | Areal (ha)                                          |
| 1975                                                | 1975                                                |                                                     | 2 979                                               | 1 444                                               |
| 1980                                                | 1980                                                |                                                     | 3 429                                               |                                                     |
| 1985                                                | 1985                                                |                                                     | 3 642                                               |                                                     |
| 1990                                                | 1990                                                |                                                     | 4 014                                               |                                                     |
| 1995                                                | 1995                                                |                                                     | 4 521                                               |                                                     |
| 2000                                                | 2000                                                |                                                     | 4 755                                               |                                                     |
| 2005                                                | 2005                                                |                                                     | 4 798                                               |                                                     |
| 2010                                                | 2010                                                |                                                     | 4 849                                               |                                                     |
| 2015                                                | 2015                                                |                                                     | 4 975                                               |                                                     |
|                                                     |                                                     |                                                     |                                                     |                                                     |